# Непоковское
Непоковское — упразднённая в 2001 году деревня в Тутаевском районе Ярославской области России.
На год упразднения входила в  Метенининский сельский округ. После территория урочища стала относится в рамках административно-территориального устройства  к Левобережному сельскому поселению Тутаевского района.

## География
Деревня находилась в центральной части области, в зоне хвойно-широколиственных лесов, к северу от города Тутаева, административного центра района.

### Климат
Климат характеризуется как умеренно континентальный, с умеренно холодной зимой и относительно тёплым влажным летом. Среднегодовая температура воздуха — +3,5 °C. Средняя температура воздуха самого холодного месяца (января) — −11,1 °C (абсолютный минимум — −46 °C); самого тёплого месяца (июля) — +18,2 °C (абсолютный максимум — +38 °C). Безморозный период длится около 214 дней. Годовое количество атмосферных осадков составляет около 646 миллиметров, из которых большая часть (около 70 %) выпадает в тёплый период. Устойчивый снежный покров держится около 151 дня. Среднегодовая скорость ветра — 4,7 м/с.

## История
Официально упразднена Постановлением Государственной Думы Ярославской области от 30 января 2001 г. № 8 «Об исключении из учётных данных населенного пункта Тутаевского района Ярославской области».

## Инфраструктура
Было развито личное подсобное хозяйство.